# Tikkun olam
Tikkun olam, hebreiska תיקון עולם, är ett begrepp inom judendom som betyder ungefär "reparera världen". Begreppet har sitt ursprung i Mishna, och omtolkades under medeltiden i kabbala. Där finns begreppet framförallt hos Isaac Luria från 1500-talet. Meningen är att ge extra skydd åt de människor som är förfördelade eller skadade. Texten innehåller till exempel skilsmässovillkor och regler för frigivning av slavar. Dessutom syftar begreppet på själva skapelsen. Guds skaparljus befinner sig i speciella kärl eller kelim av vilka vissa är spridda eller förskingrade över jorden. Det mesta av skapelseljuset återvänder till sitt ursprung, medan vissa delar stannar kvar i den skapade världen, speciellt hos det som gått sönder.